# Mathilde in Bayern

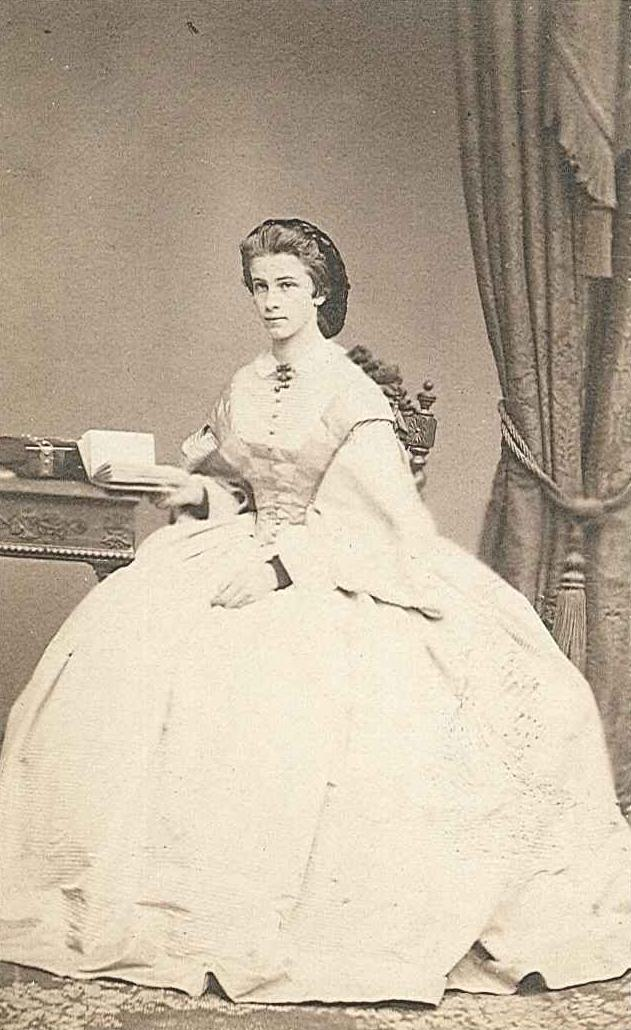
Herzogin Mathilde in jungen Jahren

Herzogin Mathilde Ludovika in Bayern (* 30. September 1843 in Possenhofen; † 18. Juni 1925 in München) stammte aus der Linie der Herzöge in Bayern des Hauses Wittelsbach und wurde durch Heirat Prinzessin von Bourbon-Sizilien.

## Leben
Mathilde wurde 1843 als vierte Tochter des Herzogs Maximilian in Bayern (1808–1888) und seiner Frau Ludovika von Bayern (1808–1892) auf Schloss Possenhofen am Starnberger See geboren. Hier und in München verbrachte Mathilde einen Großteil ihrer Kindheit. Von ihren sieben Geschwistern stand sie ihrer nächstälteren Schwester Marie, ab 1859 Königin beider Sizilien, am nächsten. Schon früh erhielt sie, wohl aufgrund ihrer zarten Konstitution, von ihrer Mutter Ludovika den Kosenamen „Spatz“, der ihr ein Leben lang blieb.
Am 5. Juni 1861 wurde Mathilde in München mit dem Grafen Ludwig von Trani verheiratet, der der jüngere Bruder des Königs beider Sizilien war. So ergab es sich, dass Mathilde die ersten Ehejahre größtenteils mit ihrer Schwester Marie in Rom verbrachte, wo sie mutmaßlich eine Affäre mit einem jungen Offizier hatte.
1867 gebar sie ihr erstes und einziges Kind, Maria Theresia, genannt Mädi (1867–1909), spätere Fürstin von Hohenzollern.
Die Ehe der Gräfin Trani gestaltete sich sehr unerfreulich. Ihr Mann betrog sie und war wahrscheinlich alkoholabhängig, so dass sie es später vorzog, sich ganz von ihm zu trennen. Sie verbrachte fast das ganze Jahr auf Reisen, war oft in Paris, Feldafing und Baden-Baden anzutreffen, meist in Begleitung ihrer Schwestern Marie und Elisabeth von Österreich-Ungarn.
1886 verwitwete sie (ihr Mann starb vermutlich durch Suizid, laut anderen Quellen an einer Krankheit, die ihn schon längere Zeit gequält hatte).
Während des Ersten Weltkrieges lebte Mathilde in der Schweiz, später wieder mit ihrer älteren Schwester Marie in München. Sie überlebte diese um ein halbes Jahr und starb als letztes der Herzogskinder 1925. Ihr Grab auf dem Münchner Waldfriedhof (Alter Teil) wurde 1977 aufgelöst und neu belegt.

## Film
Sisis berühmte Geschwister, BR-Filmdokumentation von Bernhard Graf, 2016